# Napoléon Bourassa
Napoléon Bourassa (ur. 21 października 1827 w Akadii, zm. 27 sierpnia 1916 w Lachenaie w Quebecu) – kanadyjski malarz, rzeźbiarz, architekt i pisarz. Ojciec Henriego Bourassy.

## Życiorys
Był jednym z najwybitniejszych XIX-wiecznych kanadyjskich artystów. Tworzył rysunki, portrety, malowidła ścienne i murale pod wpływem neoklasycyzmu, zwłaszcza Ingresa, i malarstwa historycznego. Przez wiele lat nauczał rysunku, jego uczniami byli m.in. Louis-Philippe Hébert, Olindo Gratton i Édouard Meloche. Jego najważniejsze dzieła architektoniczne to kościół Notre Dame de Lourdes i zespół klasztorny Dominikanów w Montrealu.